# Aljoša Kunac
Aljoša Kunac (Split, 18. kolovoza 1980.), hrvatski vaterpolist. 
Igra za zagrebačku Mladost na poziciji braniča.  Osvojio je Euroligu u sezoni 1998./1999. igrajući za "Splitsku banku" (POŠK Split, Hrvatska), LEN kup 2009./2010 s Cattarom, (Kotor, Crna Gora), zlatnu medalju na Svjetskom prvenstvu u Melbourneu 2007. Istaknuo se u polufinalnoj utakmici.
Igrao na Sredozemnim igrama 2001.